# Dacelo
Genre
Dacelo est un genre comprenant quatre espèces de martins-chasseurs d'Australie, Papouasie-Nouvelle-Guinée et Indonésie.
Ce nom est l'anagramme d'Alcedo, genre auquel appartient le Martin-pêcheur d'Europe.
Le chant de cet oiseau a été utilisé pour réaliser la voix du dauphin dans la série télévisée Flipper le dauphin.

## Liste des espèces
D'après la classification de référence (version 14.2, 2024) du Congrès ornithologique international (ordre phylogénique) :
- Dacelo rex – Martin-chasseur bec-en-cuillère
- Dacelo tyro – Martin-chasseur pailleté
- Dacelo novaeguineae – Martin-chasseur géant
- Dacelo leachii – Martin-chasseur à ailes bleues
- Dacelo gaudichaud – Martin-chasseur de Gaudichaud